# 纺锤云南鳅
纺锤云南鳅（学名：Yunnanilus elakatis）为輻鰭魚綱鲤形目條鳅科云南鳅属的鱼类。在中国，分布于云南宜良阳宗海等。该物种的模式产地在云南宜良、南盘江。

## 扩展阅读
維基物種上的相關：纺锤云南鳅